# Maria del Mar Rovira Rodríguez
Maria del Mar Rovira Rodríguez, més coneguda com Mar Rovira (Barcelona, 5 de febrer de 1975) és una exjugadora de bàsquet i psicòloga de l'esport catalana.
S'inicià a la pràctica del bàsquet a La Salle Horta i a la Unió Esportiva Horta. Continuà la seva formació al centre Segle XXI (1988-92), debutant a la Primera Divisió B. Competí a la Lliga Femenina amb diversos equips de l'elit estatal, Club Bàsquet Santa Rosa de Lima Horta (1999-00), BF L'Hospitalet (2000-01), Associación Deportiva Cortegada (2001-02), Club Baloncesto Islas Canarias (2002-03), aconseguint un subcampionat d'Eurocup (2003), Universitat de Barcelona BF (2003-04), amb el qual guanyà una Lliga catalana, Club Basket Sant José (2004-07), Cadí la Seu (2008-09), Perfumeria Avenida (2009), amb el qual arribà a la final de l'Eurolliga (2009), Argón Uni Girona (2009-10) i Unión Navarra Basket (2010) de la Lliga femenina 2. Internacional amb la selecció espanyola en categories inferiors, participà al Campionat d'Europa júnior (1992) i cadet (1991). Es retirà esportivament al final de la temporada 2009-10.
Llicenciada en Psicologia per la Universitat de Barcelona i Màster en Psicologia de l'Esport per la UNED, també té la titulació d'Entrenadora nacional de bàsquetbol per la FEB. Ha treballat com a psicòloga de diversos clubs esportius i d'esportistes d'alt nivell com Ricky Rubio, Alex Abrines i pilots de MotoGP, entre d'altres. L'octubre de 2023 s'incorporà com a psicòloga del primer equip del RCD Espanyol. També ha exercit com a comentarista esportiva d'esdeveniments esportius com els Jocs Olímpics de Londres 2012 i els Jocs Europeus de Bakú 2015.